# Saint-Palais-de-Négrignac
Pour les articles homonymes, voir Saint-Palais.
Saint-Palais-de-Négrignac est une commune du sud-ouest de la France située dans le département de la Charente-Maritime (région Nouvelle-Aquitaine).
Ses habitants sont appelés les Négrignacais et les Négrignacaises.

## Géographie

### Communes limitrophes
|          | Chevanceaux               |         |
| Pouillac | Saint-Palais-de-Négrignac | Neuvicq |
|          | Montlieu-la-Garde         |         |

## Urbanisme

### Typologie
Au 1er janvier 2024, Saint-Palais-de-Négrignac est catégorisée commune rurale à habitat très dispersé, selon la nouvelle grille communale de densité à 7 niveaux définie par l'Insee en 2022.
Elle est située hors unité urbaine et hors attraction des villes,.

### Occupation des sols
L'occupation des sols de la commune, telle qu'elle ressort de la base de données européenne d’occupation biophysique des sols Corine Land Cover (CLC), est marquée par l'importance des territoires agricoles (59,2 % en 2018), en diminution par rapport à 1990 (60,4 %). La répartition détaillée en 2018 est la suivante : 
zones agricoles hétérogènes (44,5 %), forêts (32,6 %), terres arables (11,2 %), milieux à végétation arbustive et/ou herbacée (7,7 %), prairies (1,9 %), cultures permanentes (1,6 %), zones urbanisées (0,5 %). L'évolution de l’occupation des sols de la commune et de ses infrastructures peut être observée sur les différentes représentations cartographiques du territoire : la carte de Cassini (XVIIIe siècle), la carte d'état-major (1820-1866) et les cartes ou photos aériennes de l'IGN pour la période actuelle (1950 à aujourd'hui).

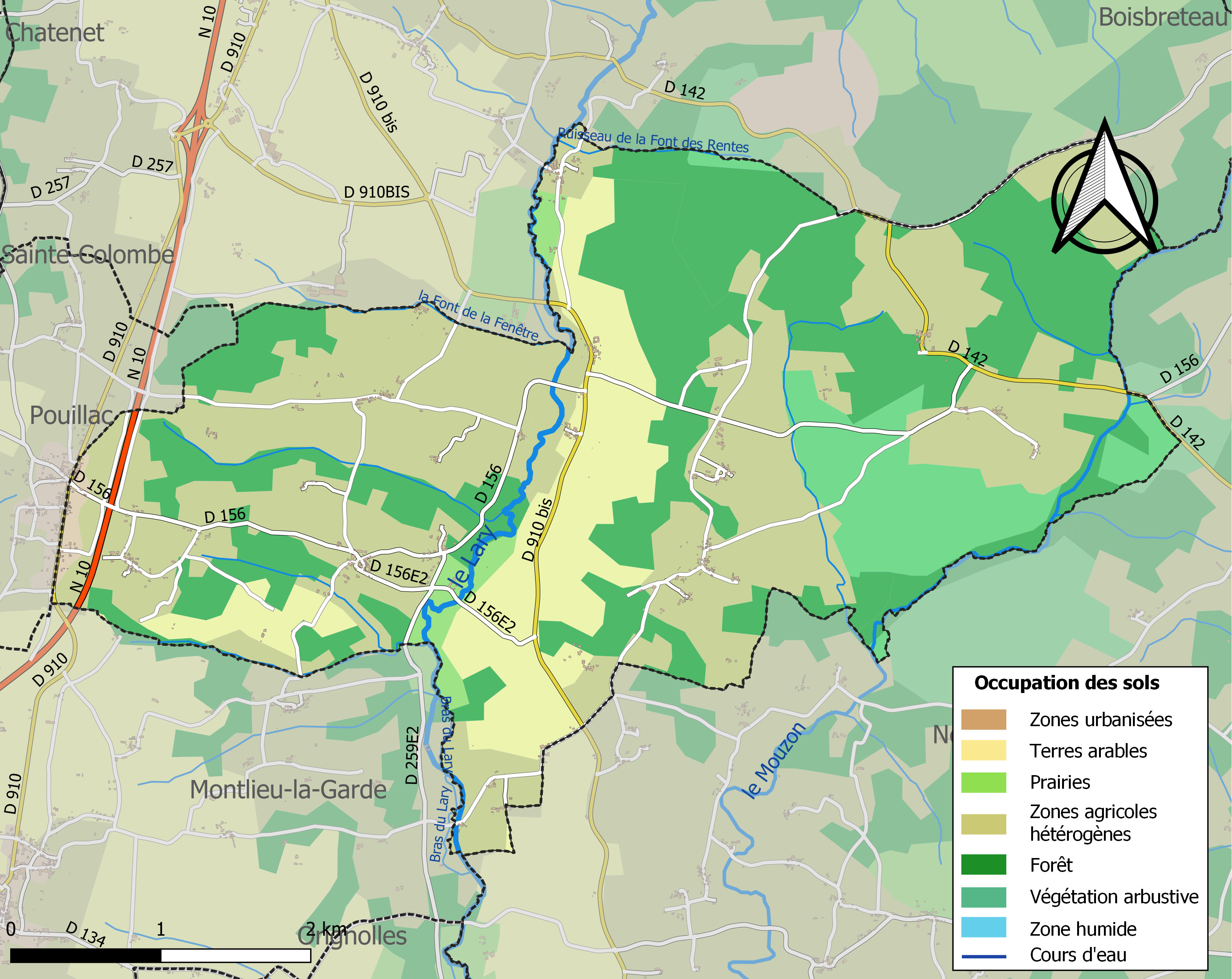
Carte des infrastructures et de l'occupation des sols de la commune en 2018 (CLC).

### Risques majeurs
Le territoire de la commune de Saint-Palais-de-Négrignac est vulnérable à différents aléas naturels : météorologiques (tempête, orage, neige, grand froid, canicule ou sécheresse), inondations, feux de forêts, mouvements de terrains et séisme (sismicité faible). Il est également exposé à un risque technologique, le transport de matières dangereuses. Un site publié par le BRGM permet d'évaluer simplement et rapidement les risques d'un bien localisé soit par son adresse soit par le numéro de sa parcelle.

#### Risques naturels
Certaines parties du territoire communal sont susceptibles d’être affectées par le risque d’inondation par débordement de cours d'eau, notamment le Lary et le Mouzon. La commune a été reconnue en état de catastrophe naturelle au titre des dommages causés par les inondations et coulées de boue survenues en 1982, 1993, 1999 et 2010,.
Saint-Palais-de-Négrignac est exposée au risque de feu de forêt du fait de la présence sur son territoire du massif de la Double saintongeaise, un massif classé à risque dans le plan départemental de protection des forêts contre les incendies (PDPFCI), élaboré pour la période 2017-2026 et qui fait suite à un plan 2007-2016. Les mesures individuelles de prévention contre les incendies sont précisées par divers arrêtés préfectoraux et s’appliquent dans les zones exposées aux incendies de forêt et à moins de 200 mètres de celles-ci. L’article L.131-1 du code forestier et l’arrêté du 2 décembre 2020 règlementent l'emploi du feu en interdisant notamment d’apporter du feu, de fumer et de jeter des mégots de cigarette dans les espaces sensibles et sur les voies qui les traversent sous peine de sanctions. Un autre arrêté du 2 décembre 2020 rend le débroussaillement obligatoire, incombant au propriétaire ou ayant droit,,,.

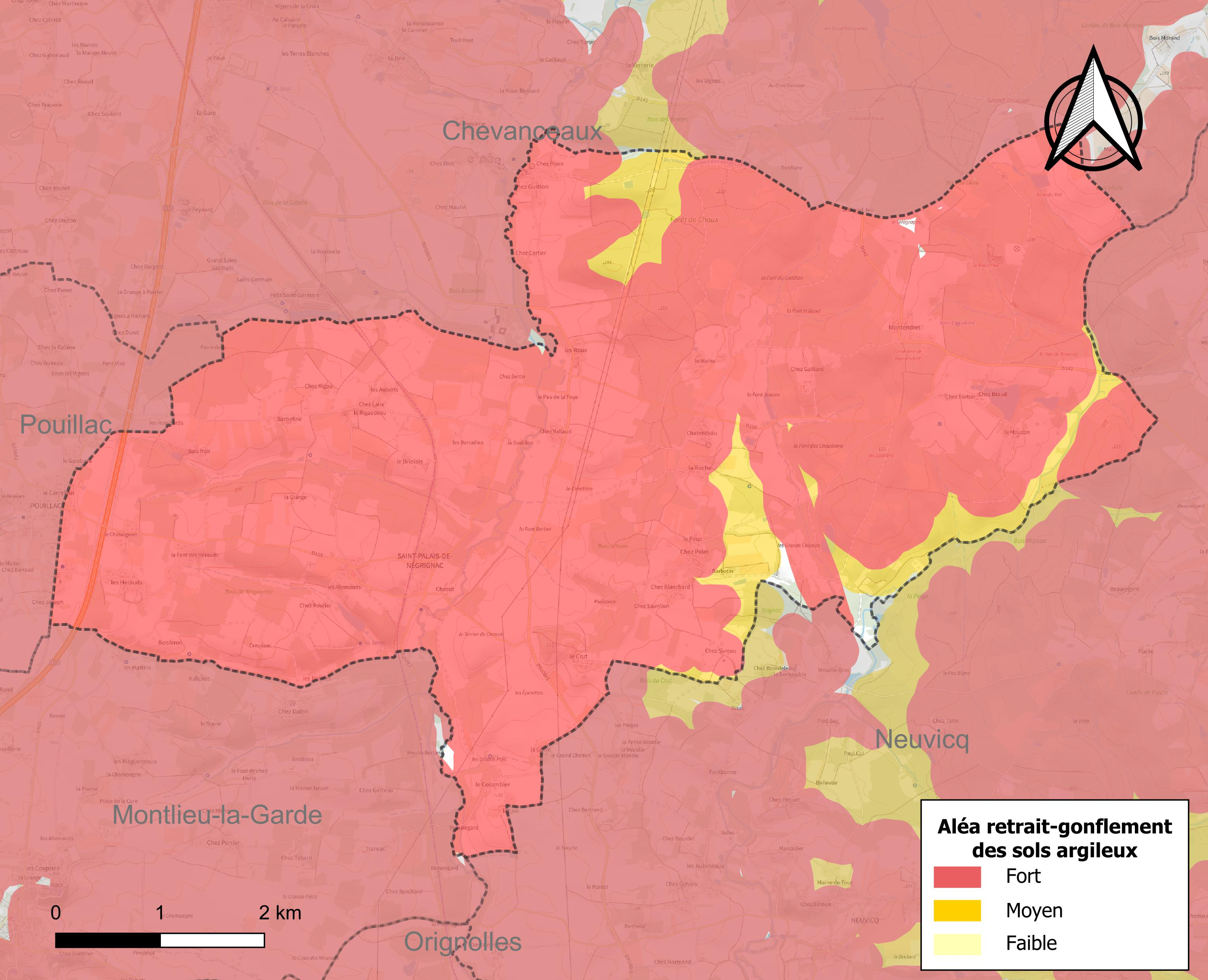
Carte des zones d'aléa retrait-gonflement des sols argileux de Saint-Palais-de-Négrignac.

Les mouvements de terrains susceptibles de se produire sur la commune sont des affaissements et effondrements liés aux cavités souterraines (hors mines) et des tassements différentiels. Par ailleurs, afin de mieux appréhender le risque d’affaissement de terrain, l'inventaire national des cavités souterraines permet de localiser celles situées sur la commune.
Le retrait-gonflement des sols argileux est susceptible d'engendrer des dommages importants aux bâtiments en cas d’alternance de périodes de sécheresse et de pluie. 99,3 % de la superficie communale est en aléa moyen ou fort (54,2 % au niveau départemental et 48,5 % au niveau national). Sur les 232 bâtiments dénombrés sur la commune en 2019, 232 sont en aléa moyen ou fort, soit 100 %, à comparer aux 57 % au niveau départemental et 54 % au niveau national. Une cartographie de l'exposition du territoire national au retrait gonflement des sols argileux est disponible sur le site du BRGM,.
Par ailleurs, afin de mieux appréhender le risque d’affaissement de terrain, l'inventaire national des cavités souterraines permet de localiser celles situées sur la commune.
Concernant les mouvements de terrains, la commune a été reconnue en état de catastrophe naturelle au titre des dommages causés par la sécheresse en 1989, 1996 et 2003 et par des mouvements de terrain en 1999 et 2010.

#### Risques technologiques
Le risque de transport de matières dangereuses sur la commune est lié à sa traversée par une ou des infrastructures routières ou ferroviaires importantes ou la présence d'une canalisation de transport d'hydrocarbures. Un accident se produisant sur de telles infrastructures est susceptible d’avoir des effets graves sur les biens, les personnes ou l'environnement, selon la nature du matériau transporté. Des dispositions d’urbanisme peuvent être préconisées en conséquence.

## Hydrographie
Le Lary, sous-affluent de la Dordogne par l'Isle traverse la commune du nord au sud. Le Palais, un de ses principaux affluents, ne passe pas dans la commune malgré son nom, mais plus à l'est.

## Toponymie
Le nom de la commune a pour origine une référence à Pallais de Saintes, à qui la paroisse a été dédiée. Pour la seconde partie du toponyme, il s'agit d'un anthroponyme gallo-romain, sans doute Negrinius, auquel a été apposé le suffixe -acum.

## Histoire
La commune actuelle de Saint-Palais-de-Négrignac est un assemblage d'anciens territoires issus de la châtellenie de Montlieu, de la baronnie de Chaux à Chevanceaux, et de la paroisse de Montendret.

### Portion issue la seigneurie de Chaux
Actuellement le ruisseau de la Font de la Fenêtre sur lequel est implanté le moulin des Auberts, délimite Saint-Palais-de-Négrignac avec Chevanceaux. Sous l'Ancien Régime, cette limite se situait plus au Sud, dans le prolongement du ruisseau formé par la Font des Rouillards et la Font de chez l'Ormeau. L'axe de cette limite se prolongeait jusqu'au lieu-dit Chatendeau puis remonte la partie Ouest de Montendret jusqu'au lieu-dit le Maine-Blanc. Ainsi, les lieux-dits Rouillards, Bois-Noir, Rigou, Rigaudeau, Auberts, Lalix, Briolais, Godillon, Bertin, Vallaud, Chatendeau, le Pas de la Foye, le Maine, les Roux, Cartier, Guitton et Place, appartenaient tous à la seigneurie de Chaux, et se situaient en Petit-Angoumois.

### Montendret
Montendret alias Montandret, Montandré se situe sur un plateau dominant. Son hameau fut associé avec celui des Dodins, alias la Ville-des-Dodins, près duquel les Anglais y auraient eu une fonderie de canons.
Au Moyen-Âge, la paroisse de Montendret fut citée dans le Cartulaire de l'abbaye de Baignes. L'église était dédiée à Saint-Michel, et l'un des premiers prêtres, nommé Etienne, l'aurait desservit entre 1109 et 1121. Entre 1075 et 1081, des dons de terres en provenance de la paroisse de Montendret furent enregistrés.
En 1669, la paroisse de Montendret était une annexe de la maison curiale de Boresse. En mars 1720, la paroisse devint  une annexe de Saint-Palais-de-Négrignac, puis fut intégrée à la commune en 1795.
Sur la carte de Cassini, Montendret se situait en Saintonge, et fut dessiné telle une paroisse ruinée (clocher renversé).
Sur le cadastre napoléonien de 1837, en amont du lieu-dit le Grand-Jeu, deux moulins à vents figurent : celui situé sur la commune de Chevanceaux se nommait moulin de Montandret ; celui situé sur la commune de Saint-Palais-de-Négrignac se nommait moulin Brulé. Entre les deux moulins il y avait aussi un télégraphe aérien de la ligne Paris-Bordeaux-Madrid.

### Saint-Palais-de-Négrignac
Sous l'Ancien Régime la terre de Saint-Palais-de-Négrignac se situait en Saintonge et relevait de la châtellenie de Montlieu, sénéchaussée de Libourne puis Généralité de La Rochelle. Sa paroisse relevait de la Basilique Saint-Romain de Blaye, néanmoins un don de terre fut enregistré dans le Cartulaire de l'abbaye de Baignes.
Une ancienne cloche de l'église portait l'inscription suivante : « JE M'APPELLE JULIE ET J'APPARTIENS A L'EGLISE DE ST PALAIS DE NEGRIGNAC EN SAINTONGE JAY ESTÉ BENITE PAR MAITRE LOUIS GIRAUDEAU PRIEUR ET CURÉ DU DICT ST PALAIS DE NEGRIGNAC JAY EU POUR PARRAIN HAULT ET PUISSANT SEIGNEUR LOUIS MARIE COMTE DE SAINTE MAURE SEIGNEUR D'ARCHIAC CHAUX BARRET ET AUTRES PLACES PREMIER ESCUYER COMMANDANT LES GRANDES ESCURIES DU ROY ET MARESCHAL DES CAMPS ET ARMÉES DE SA MAJESTÉ ET MARRAINE MADEMOISELLE JULIE DE GUIOT DE MONTORSI DE JUIGNAC 1752 SIMON MICHEL M F ».
En mai 1923, cette cloche tomba du clocher pendant la messe, le jour de la fête nationale de Jeanne D'Arc. Refondue, elle fut à nouveau bénite le 09 mars 1924 avec pour parrain Jean Genet (maire) et marraine Cécile Pinasseau.
Les registres paroissiaux remontent jusqu'en 1653, on y retrouve la présence des familles notables : Benneauvigne, Hillairet, Vigen, Barbotin, Chassaigne, Laugeay, Rocher...

#### Négrignac
Entre le lieu-dit chez Routier et la Font des Hérauds se trouve le lieu-dit Bois de Négrignac. Non loin, en se rapprochant du cimetière actuel, il y aurait eu le village de Négrignac. En 1864, des sarcophages en pierre heurtaient encore la charrue.

#### Seigneurie de Boisferon
Les terres du logis de Boisferon et de sa métairie de Creussac sont limitrophes avec Montlieu. La famille Hillairet de Boisferon, branche cousine des Hillairet du Caillaud, tient son nom de ce site.

## Administration

### Liste des maires

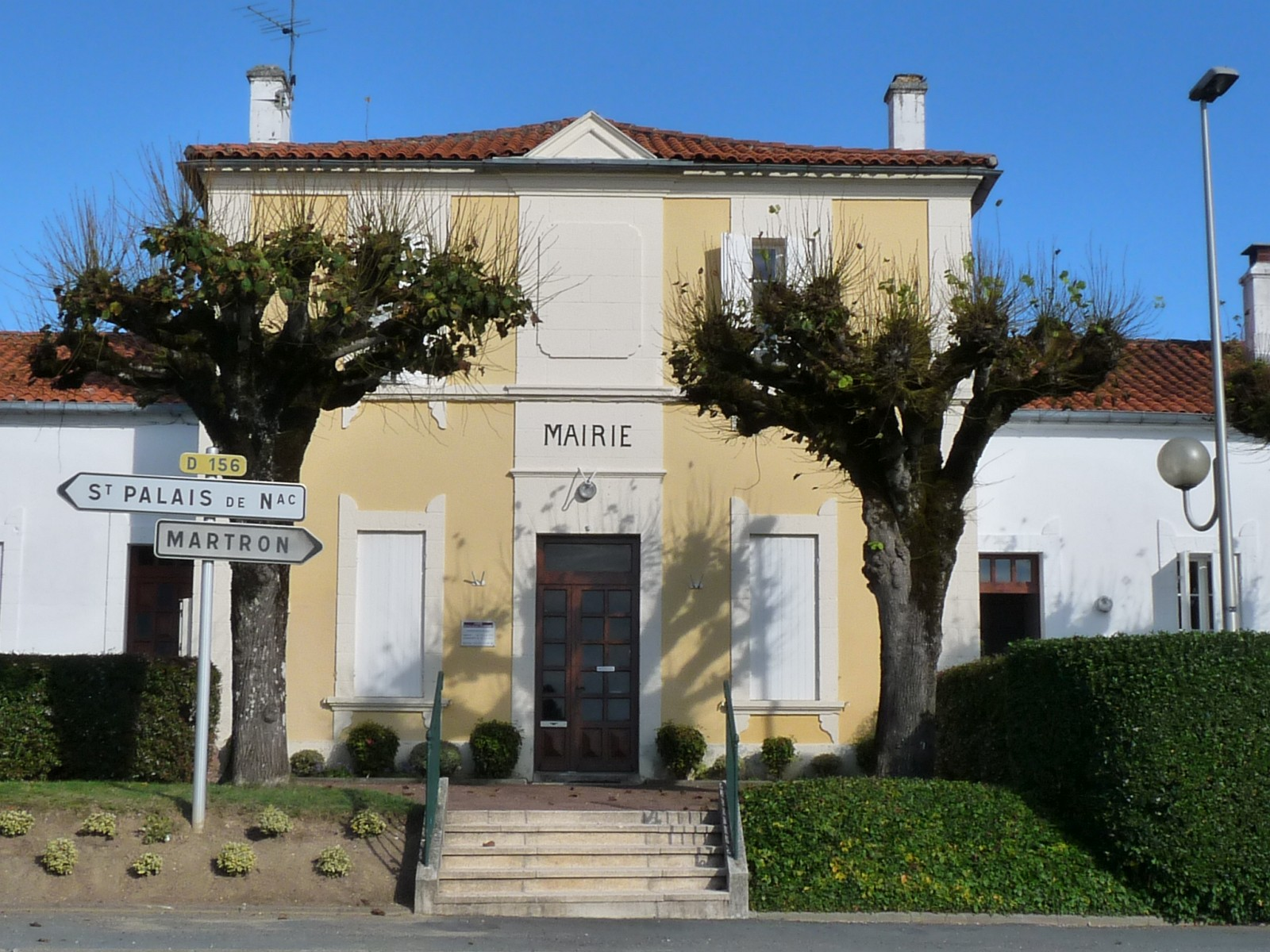
La mairie

| Période                                  | Période  | Identité            | Étiquette | Qualité  |
| ---------------------------------------- | -------- | ------------------- | --------- | -------- |
| Les données manquantes sont à compléter. |          |                     |           |          |
| avant 1995                               | 1995     | Jacques Pinasseau   | DVD       |          |
| 1995                                     | 2020     | Pierre Guérin       | DVD       | Retraité |
| 2020                                     | En cours | Dominique Marchesin |           |          |

## Démographie

### Évolution démographique
L'évolution du nombre d'habitants est connue à travers les recensements de la population effectués dans la commune depuis 1793. Pour les communes de moins de 10 000 habitants, une enquête de recensement portant sur toute la population est réalisée tous les cinq ans, les populations de référence des années intermédiaires étant quant à elles estimées par interpolation ou extrapolation. Pour la commune, le premier recensement exhaustif entrant dans le cadre du nouveau dispositif a été réalisé en 2007.

En 2022, la commune comptait 417 habitants, en évolution de −4,36 % par rapport à 2016 (Charente-Maritime : +4,04 %, France hors Mayotte : +2,11 %).
| 1793 | 1800 | 1806 | 1821 | 1831  | 1836  | 1841  | 1846 | 1851 |
| ---- | ---- | ---- | ---- | ----- | ----- | ----- | ---- | ---- |
| 740  | 818  | 763  | 873  | 1 019 | 1 016 | 1 003 | 948  | 936  |

| 1856 | 1861 | 1866 | 1872 | 1876 | 1881 | 1886 | 1891 | 1896 |
| ---- | ---- | ---- | ---- | ---- | ---- | ---- | ---- | ---- |
| 914  | 847  | 805  | 776  | 728  | 709  | 706  | 679  | 671  |

| 1901 | 1906 | 1911 | 1921 | 1926 | 1931 | 1936 | 1946 | 1954 |
| ---- | ---- | ---- | ---- | ---- | ---- | ---- | ---- | ---- |
| 658  | 661  | 650  | 576  | 598  | 596  | 522  | 501  | 525  |

| 1962 | 1968 | 1975 | 1982 | 1990 | 1999 | 2006 | 2007 | 2012 |
| ---- | ---- | ---- | ---- | ---- | ---- | ---- | ---- | ---- |
| 487  | 446  | 407  | 388  | 351  | 329  | 365  | 370  | 413  |

| 2017 | 2022 | - | - | - | - | - | - | - |
| ---- | ---- | - | - | - | - | - | - | - |
| 438  | 417  | - | - | - | - | - | - | - |

## Équipements, services et vie locale
Saint-Palais-de-Négrignac est dotée d'une salle des fêtes municipale située à côté de l'église, ainsi que d'un gîte rural.

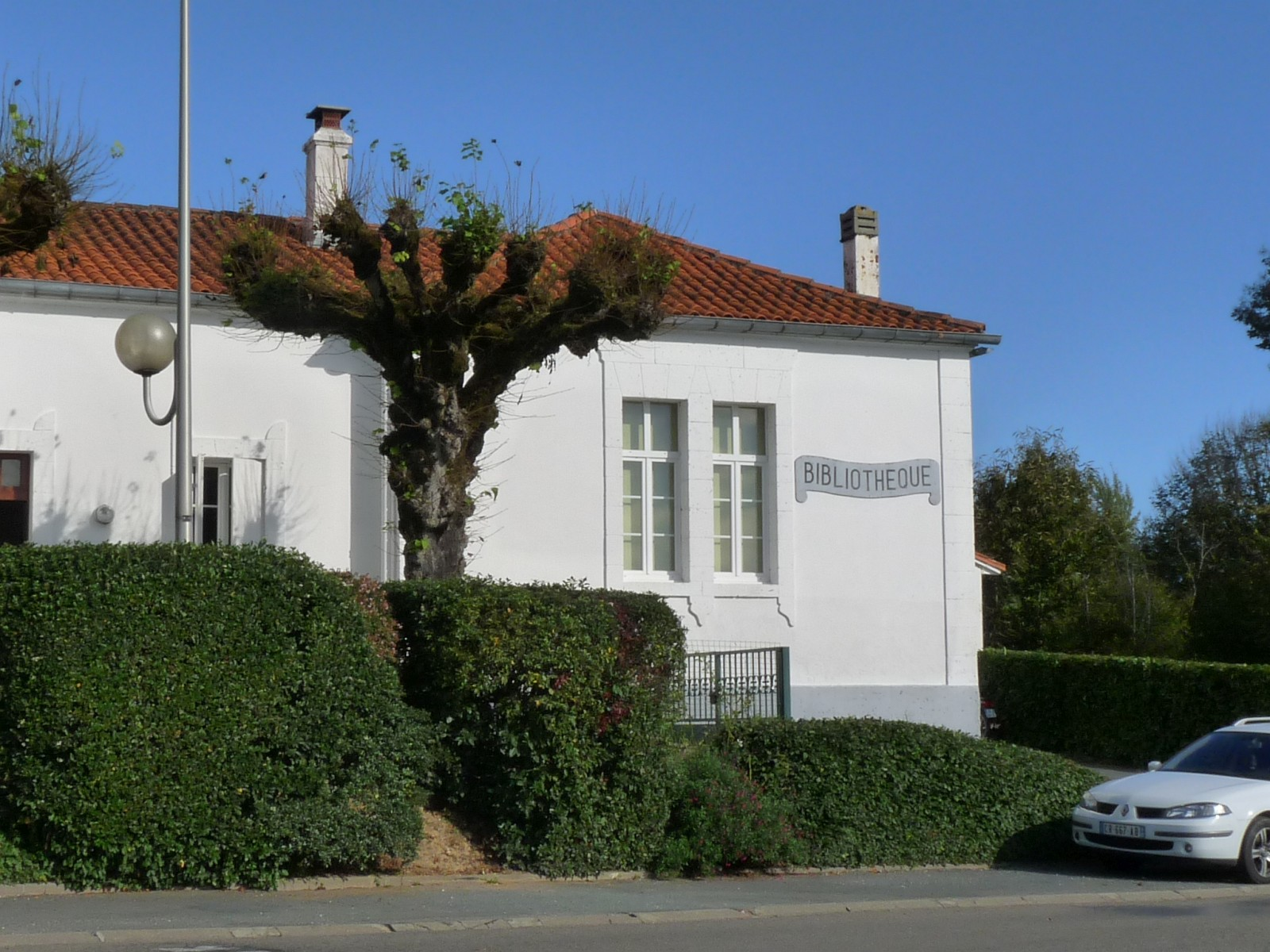
Bibliothèque municipale
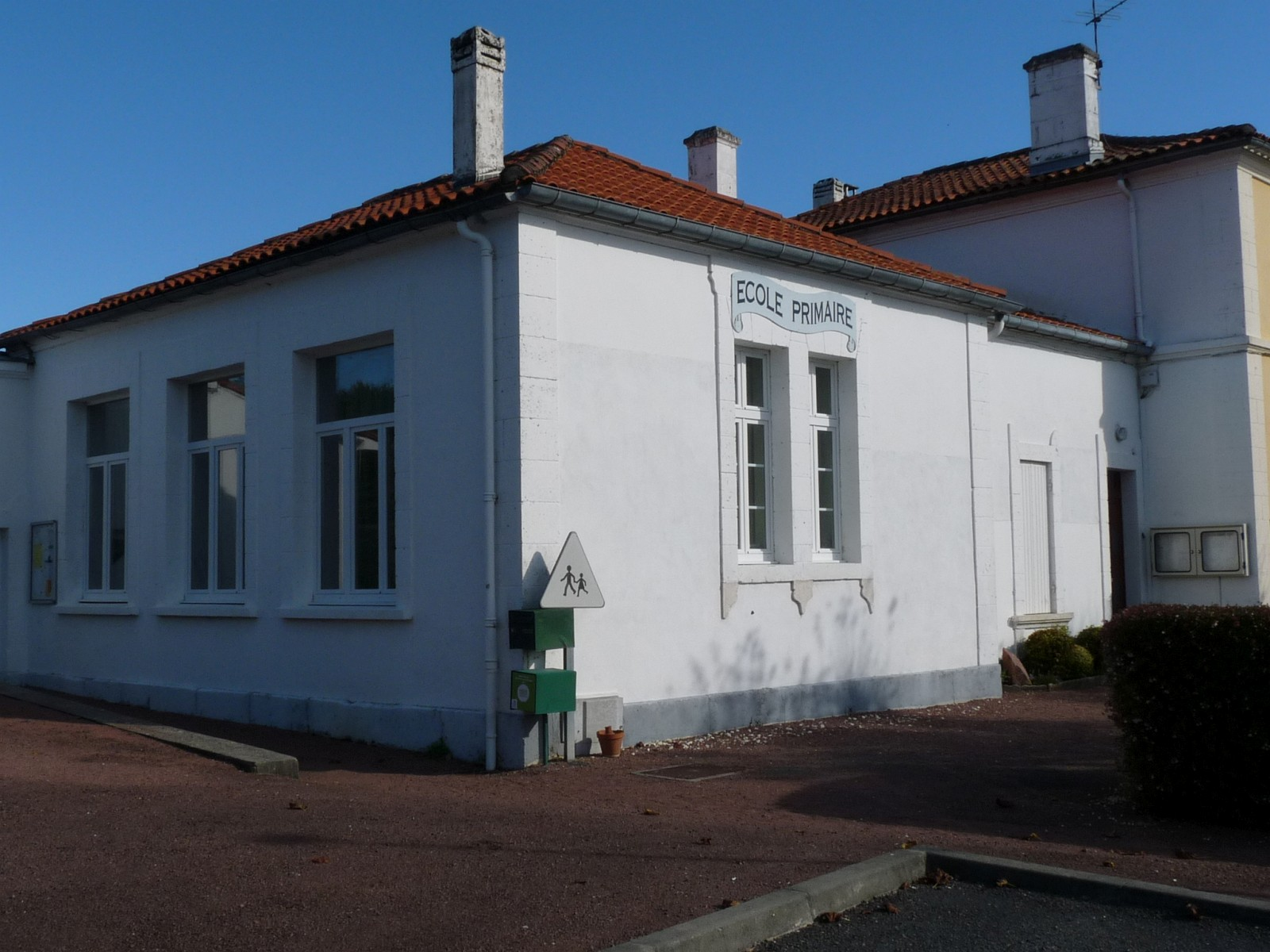
L'école primaire
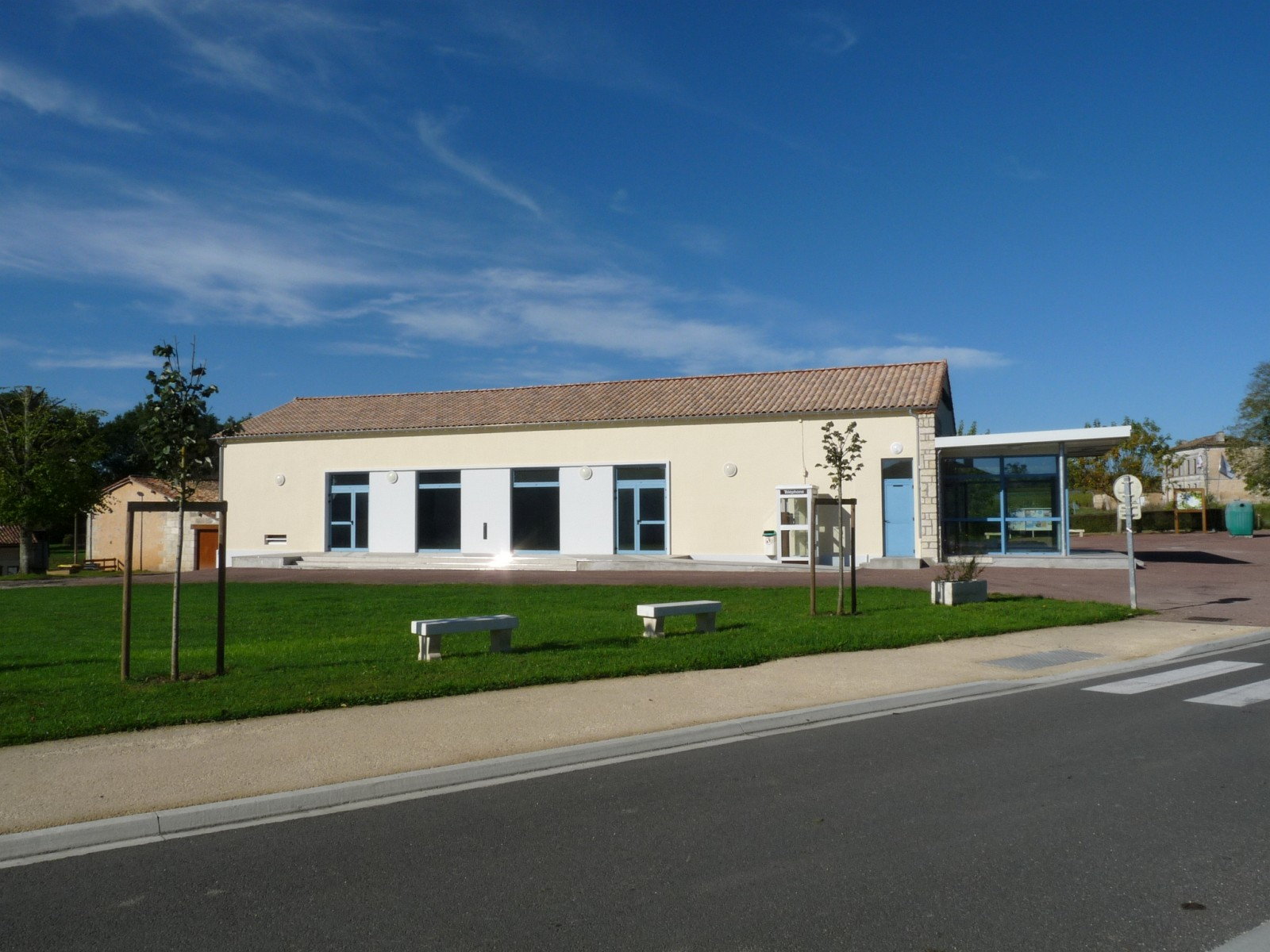
La salle des fêtes

## Lieux et monuments

### Patrimoine religieux
- La Pierre Folle, dolmen de type angoumoisin situé près du Lary.
- L'église paroissiale Saint-Pallais est d'origine romane, mais a été remaniée aux XVe et XIXe siècles. Elle est inscrite monument historique depuis 2000[26],[27].

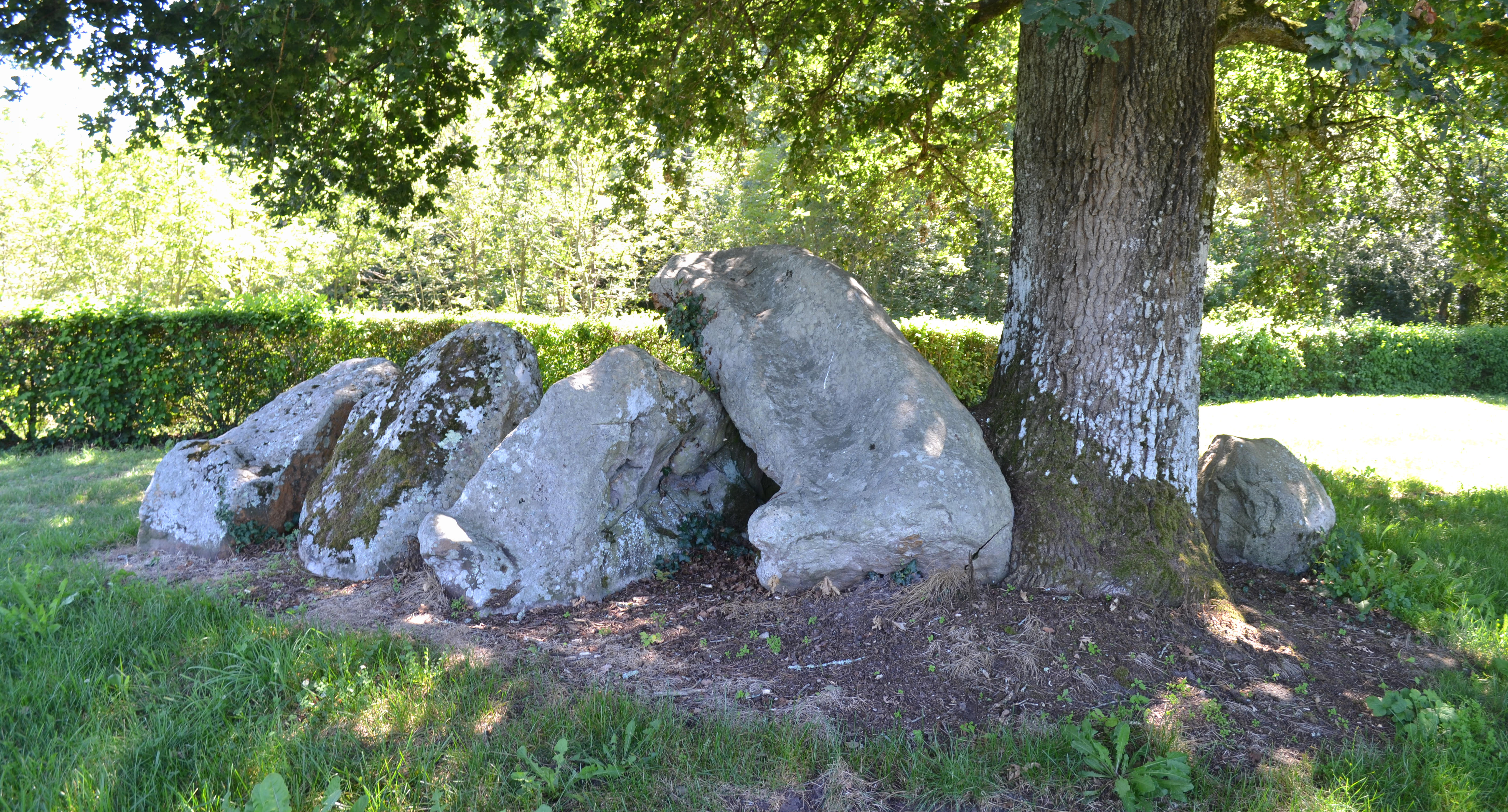
Pierre Folle
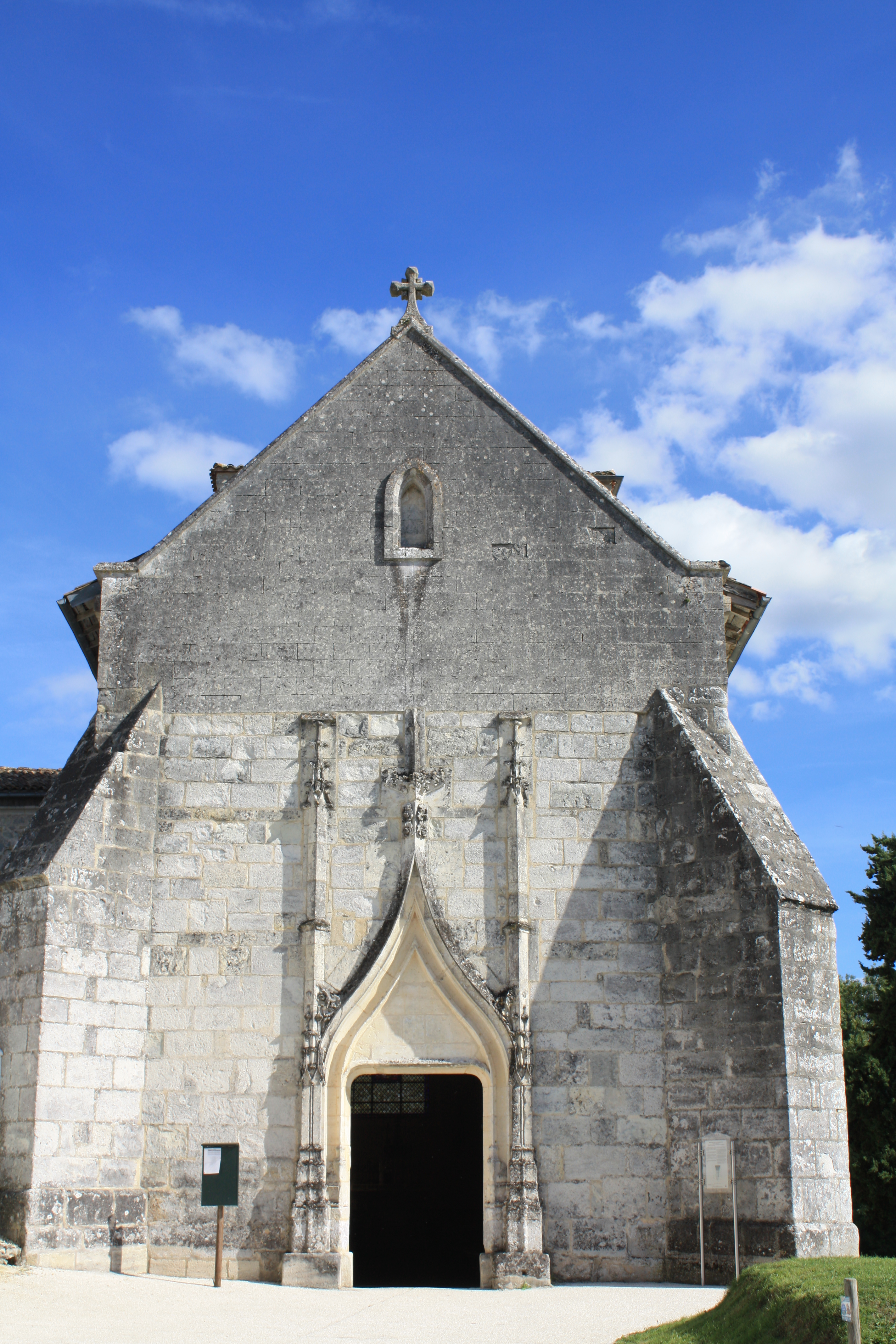
Façade de l'église
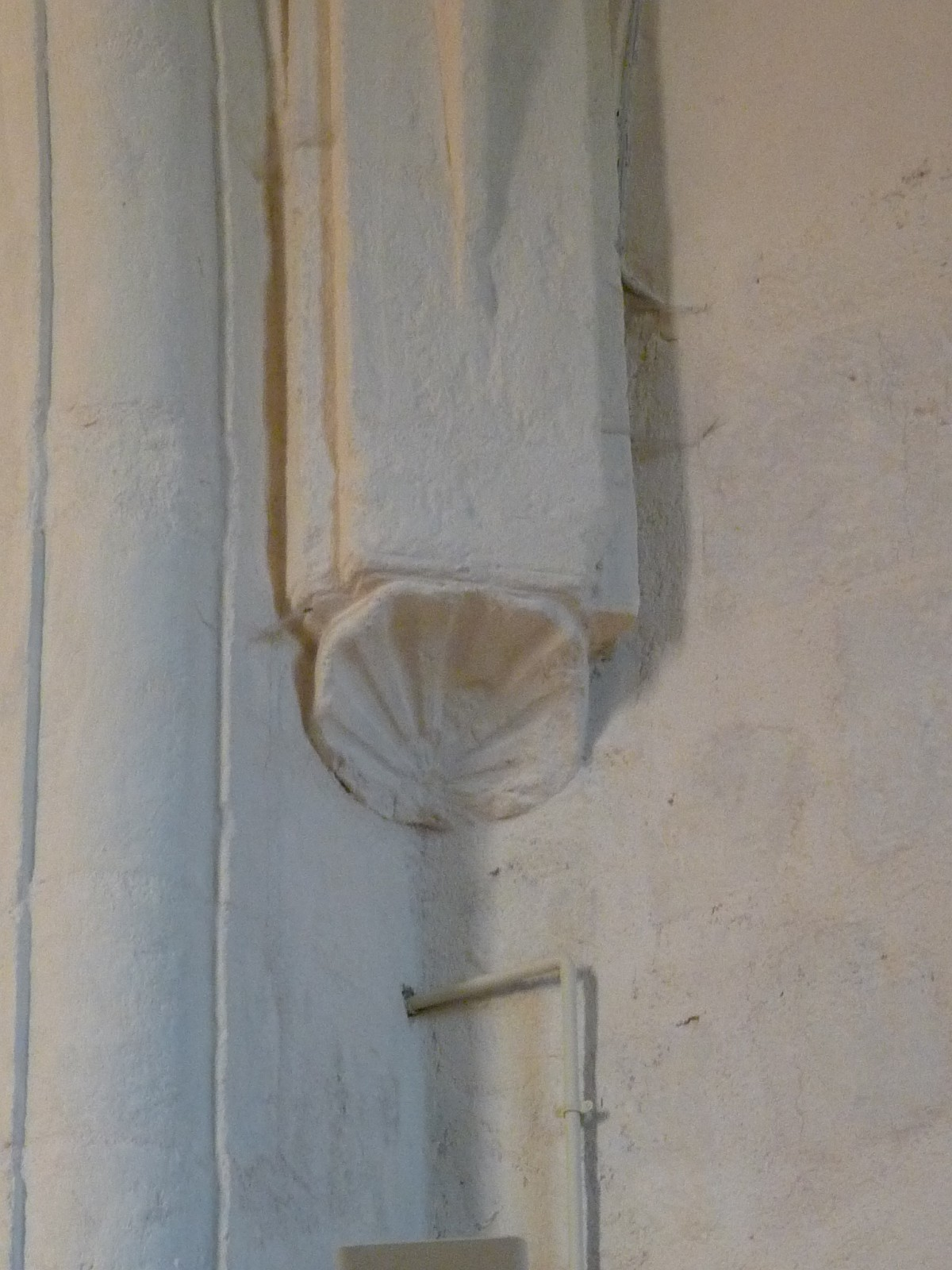
Coquille des pèlerins de Saint-Jacques dans l'église
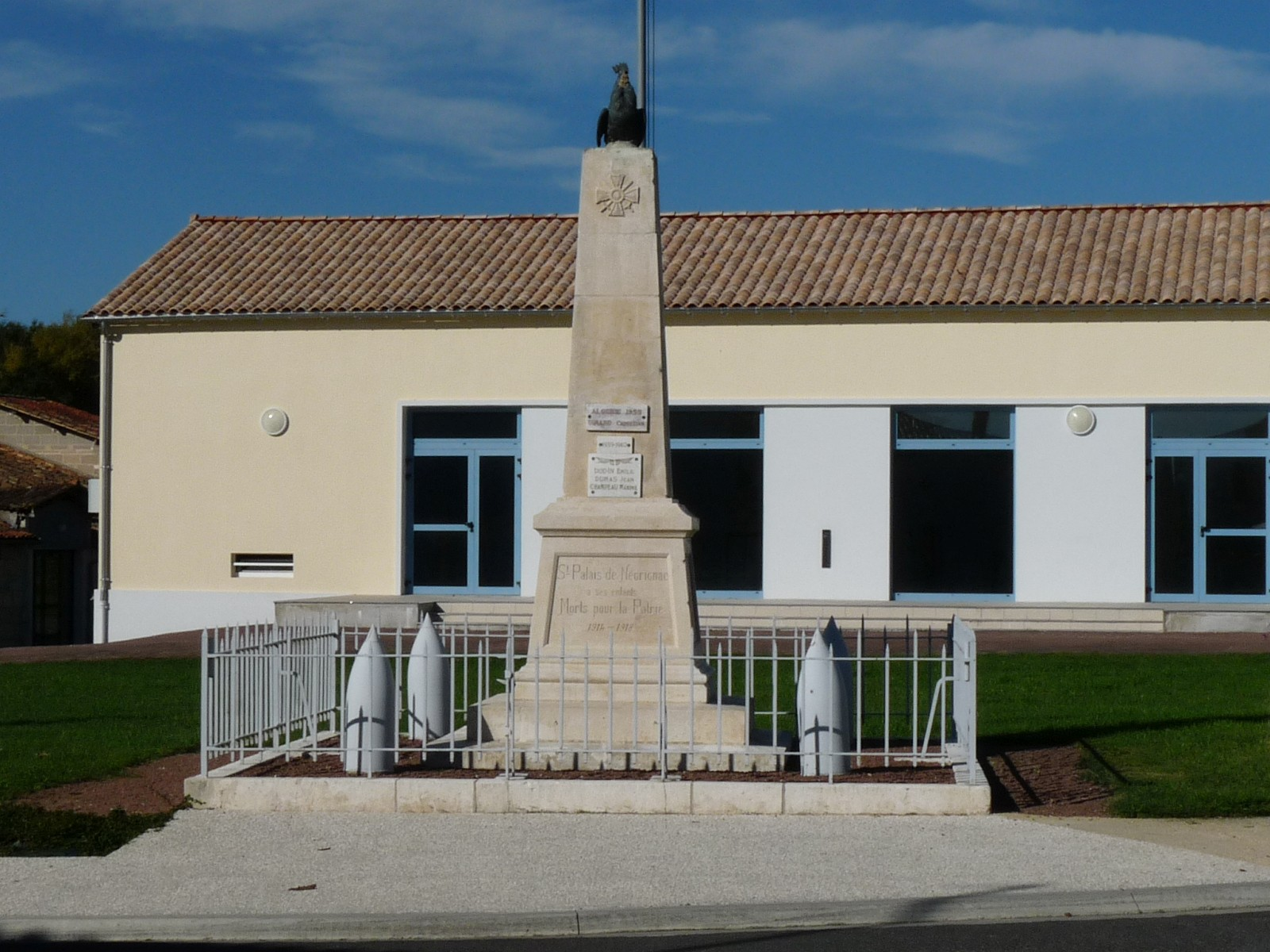
Le monument aux morts

### Patrimoine civil

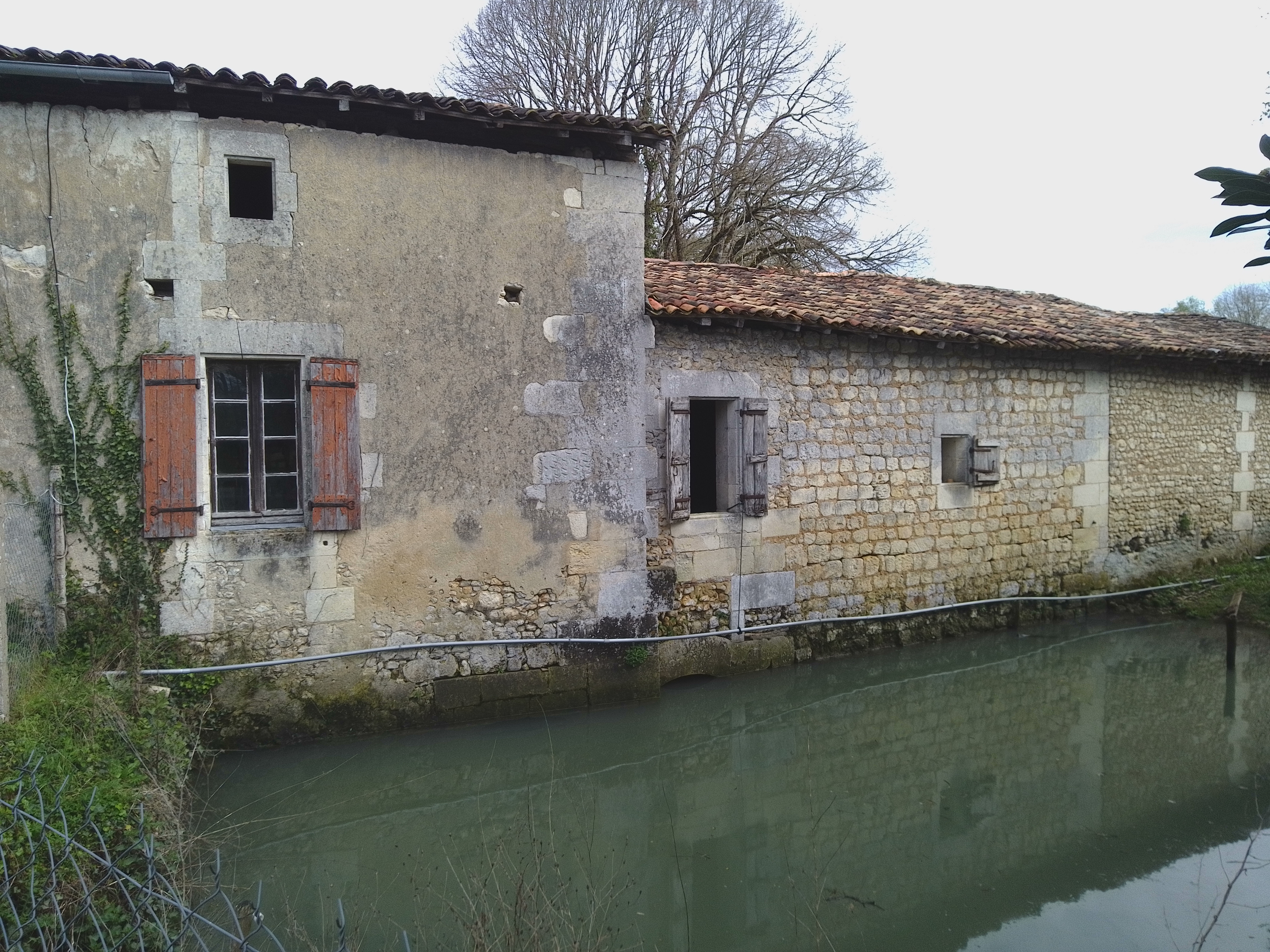
Moulin de Chassit

- Moulin de ChassitLes moulins à aubes de Chassit[28] et de Beauregard sur le Lary ; le moulin des Auberts sur la Font Fenêtre ; tous présents sur la carte de Cassini.
- Le lavoir communale de Chassit.
- La distillerie Gautriaud du lieu-dit chez Guitton, construite en 1896[29].
- Maison ancienne du lieu-dit chez Vallaud, avec cheminée du XVIIe siècle[30]. Un nommé Léonard Vallaud y résidait en 1622. Cet hameau était doté d'une chapelle dont les ruines s'élevaient encore en 1810. Un cimetière était contigu à l'édifice[18]. Des fours à chaux datés du 2 mai 1891 y fonctionnèrent jusqu'en 1914.
- Demeure ancienne du lieu-dit le Crut, datée de 1676, avec cheminée remarquable[31]. Ce domaine appartenait à Daniel Barbotin, procureur fiscal de Montlieu, qui épousa Marie Hillairet en 1653. Leur fille, Jeanne Barbotin, épousa Philippe Moulinier, avocat, juge de Montlieu, héritier de Beauregard, dont la descendance conservera ce domaine jusqu'à la fin du XVIIIe siècle[32].

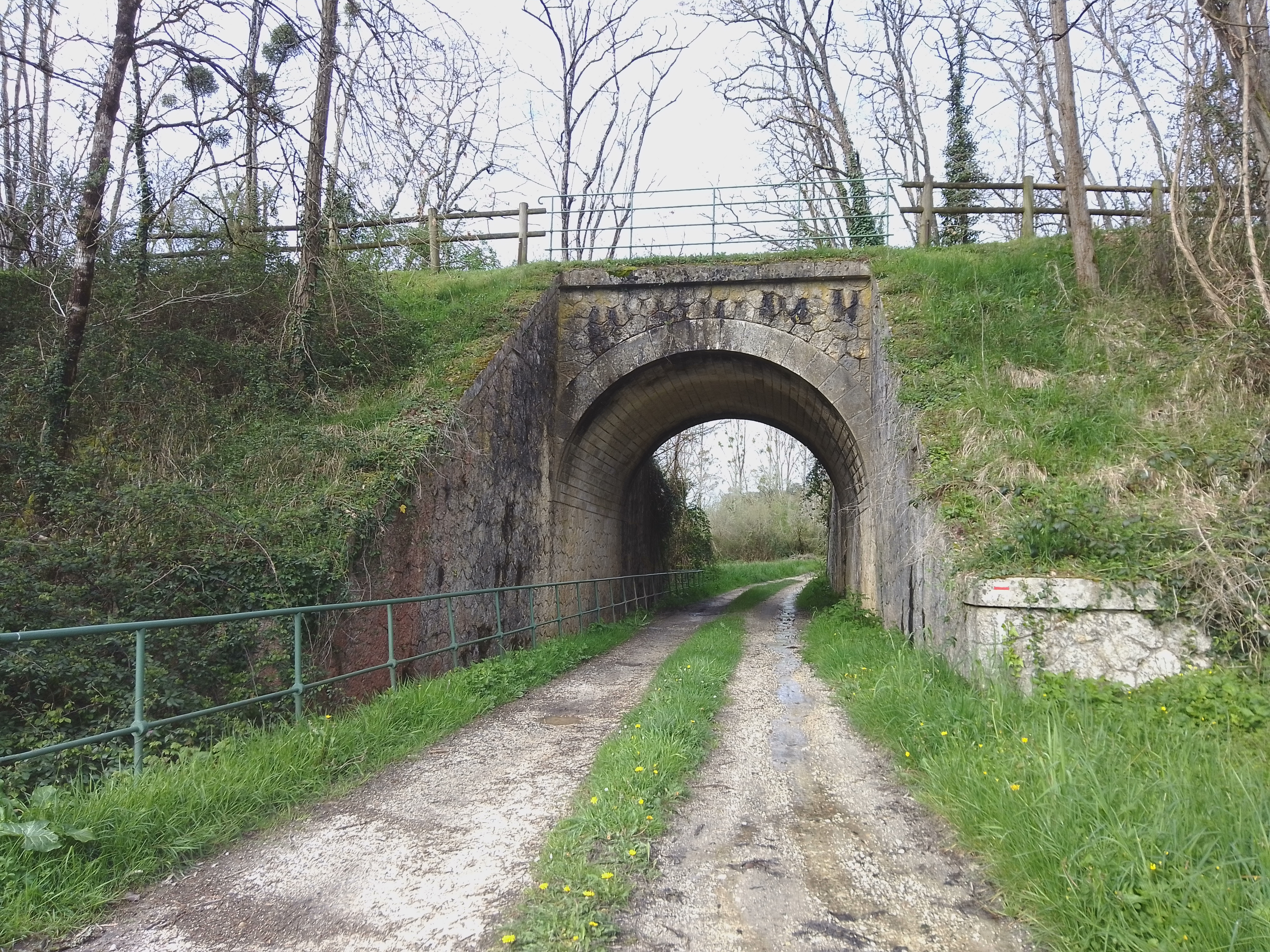
Ancien pont ferroviaire des Vallées à St Palais.

- Ancien pont ferroviaire des Vallées à St Palais.Près du Lary, l'ancien chemin de fer du train de la Ligne de Châteauneuf-sur-Charente à Saint-Mariens-Saint-Yzan, transformée en voie verte depuis 2004. Ainsi on y rencontre encore des maisons de garde-barrière et des ponts et ferroviaire.

## Personnalités liées à la commune
- Geneviève Fauconnier (1886-1969), écrivaine, y a vécu dans la propriété familiale du Crû à partir de 1926, y  est décédée et enterrée.